# Korthalsella rubra
Korthalsella rubra är en sandelträdsväxtart. Korthalsella rubra ingår i släktet Korthalsella och familjen sandelträdsväxter.

## Underarter
Arten delas in i följande underarter:
- K. r. geijericola
- K. r. rubra